# Die Schwindler (Band)
Die Schwindler sind eine Musikgruppe, die im Grenzbereich zwischen Chanson und Jazz tätig ist. Gegründet wurde die Formation 1982 von dem Saxofonisten und Komponisten Tobias Rüger in Frankfurt am Main.

## Geschichte
1990 veröffentlichten Die Schwindler das Album Die Stunde der Wahrheit, auf dem u. a. die Sänger Phil Minton und Sissi Perlinger sowie der Posaunist Stefan Lottermann Gastauftritte hatten. 
1992 spielten die Schwindler zusammen mit dem Chansonier Jo van Nelsen das nach einer Komposition von Rüger benannte Album Im Dunkel der Nacht ein. Auch nahmen sie mit Conny Kollet ihre Version von Ganz Paris träumt von der Liebe auf.
1996 folgte eine weitere Zusammenarbeit mit Phil Minton, der bei einer von Tobias Rüger bearbeiteten Version von Robert Schumanns Dichterliebe den Gesangspart übernahm. Das Programm wurde unter dem Namen Die alten bösen Lieder im Theaterhaus Frankfurt, im Roten Salon der Volksbühne Berlin, sowie dem Lyrikpark in Hildesheim aufgeführt.
Unter der Leitung von Johannes Falkenstein kam es 1998 zu einer Zusammenarbeit mit dem Theater Affekt, Berlin: in der von Falkenstein und Stefan Bachmann für die Sophiensäle konzipierten Produktion Die Girls begleiteten die Schwindler u. a. die Schauspielerin Gesine Cukrowski.
Während des nächsten Jahrzehnts traten die Schwindler hauptsächlich in Trio-Besetzung (Tobias Rüger: Tenor-Saxofon, Nikolai Woeller: Gitarre, Tobias Rösch: Kontrabass) auf – u. a. auch im sog. Sponsorenbereich von Stadien der Fußball-Weltmeisterschaft 2006. Darüber hinaus nahmen sie 2004 mit dem Architekturkritiker und Publizisten Dieter Bartetzko ein Album mit dessen Repertoire an Jazz-Klassikern auf.
Im Herbst 2009 veröffentlichten die Schwindler das Album Ohne Netz und doppelten Boden (auf CD) bzw. Im Jazzgarten (auf iTunes). Es enthält weitestgehend Stücke brasilianischer Komponisten und wurde während eines Konzerts des Trios im Jazzgarten des Frankfurter Museumsuferfests aufgezeichnet.

## Entstehungs- und Vorgeschichte
Die Schwindler (ursprünglich Tobi und die Schwindler) gründeten sich im Herbst 1982 in einem Kellerraum eines Sozialzentrums in der Braubachstraße in Frankfurt am Main. Die Gruppe geht zurück auf den Saxophonisten Tobias Rüger und den experimentellen Gitarristen Nikolaus List, die zuvor zusammen mit Felix N. im Frankfurter Westend, die Krawall-Schülerband Bethel-Bus ins Leben gerufen hatten. Als erster Bassist fungierte Andreas (Andi) Weber. Als Schlagzeuger wurde der mexikanische Schlagzeuger Guillermo (Gui) Mertes von einer Disko-Tanzfläche weg akquiriert. Beide Neuzugänge waren autodidaktische Anfänger, die bestenfalls an die Tradition des „genialen Dilettantismus“ anknüpfen konnten. Musikalische Vorbilder waren sowohl No-Wave-/Fake-Jazz-Bands wie James White (alias Chance) oder The Lounge Lizards, als auch (nach eigener Definition) als Punkjazz bezeichnete Bands wie Public Image Ltd.
Nach einem nur vierwöchigen Crash-Kurs begannen sie bereits (teilweise) als Schwindler erste Konzerte in dieser Urbesetzung zu geben. Das erste Konzert fand im Rahmen einer Jam-Session im Frankfurter Jazzkeller statt. Das einzige und letzte Konzert, das sie vor einem größeren Publikum gaben, war in der Frankfurter J. W. Goethe-Universität, als Vorgruppe der Musiker Alfred Harth und Heiner Goebbels. Kurz daraufhin kam es beinahe wortlos zur Auflösung der Urbesetzung.

## Diskografie
- Die Schwindler – Die Stunde der Wahrheit (LP/CD, Tanit, 1990)
- Jo van Nelsen und die Schwindler – Im Dunkel der Nacht (Sony-Columbia, 1992)
- Die Schwindler – 29 Jahre (1999)
- Dieter Bartetzko und die Schwindler – No Moon at All (privat, 2004)
- Die Schwindler – Ohne Netz und doppelten Boden (CD) (Nagel-Heyer, 2009)
- Die Schwindler – Bossa (Nagel-Heyer, 2012)